# Голиков, Георгий Назарович
Гео́ргий Наза́рович Го́ликов (29 апреля 1913, д. Ветки, Смоленская губерния — 14 сентября 1980, Москва) — советский историк, специалист по истории Октябрьской революции. Доктор исторических наук (1963), профессор (1964), заслуженный деятель науки РСФСР.

## Биография
Окончил исторический факультет МГУ (1939), ученик А. Л. Сидорова.
С 1941 года в партии.
Участник Великой Отечественной войны, в ходе штурма Берлина — начальник Дома Красной Армии, майор. Под руководством Г. Н. Голикова по образцу государственного флага СССР в армейском доме Красной Армии были изготовлены флаги, предназначенные для водружения над Рейхстагом. Один из флагов стал Знаменем Победы.
В 1950 году защитил кандидатскую диссертацию «Демократическое совещание и провал идеи правительственного блока эсеро-меньшевиков с кадетами». 
Старший научный сотрудник Института истории АН СССР (1954—1961), заместитель главного редактора журнала «Вопросы истории» (1961—1962), заведующий сектором произведений В. И. Ленина Института марксизма-ленинизма при ЦК КПСС (1962—1980).
Сын — А. Г. Голиков (род. 1947) — также историк, профессор МГУ.

## Основные работы
- Великая Октябрьская социалистическая революция. — М., 1954.
  -  — 2-е изд. — 1982. (под загл. «Великий Октябрь»)
- Очерк истории Великой Октябрьской социалистической революции. — М.: Государственное издательство политической литературы, 1959.
- Революция, открывшая новую эру. — М., 1967.